# Pedro Román (futbolista)
Pedro Román Corzo (Callao, Perú, 6 de septiembre de 1984) es un exfutbolista peruano. Jugaba de defensa lateral y tiene 40 años.

## Trayectoria
Inició su carrera en Universitario debutando como delantero en el Torneo Clausura 2002 donde alineó en dos partidos contra Cienciano y Melgar. Luego tuvo un paso por Virgen de Chapi y luego por la Universidad Nacional Mayor de San Marcos, ambos de la Segunda División Peruana. En 2008 fichó por el Sport Boys y posteriormente por Cienciano, retornando a Sport Boys para el Campeonato Descentralizado 2010.

## Clubes
| Club                   | País | Año       |
| ---------------------- | ---- | --------- |
| Universitario          | Perú | 2002      |
| Virgen de Chapi        | Perú | 2004      |
| Universidad San Marcos | Perú | 2006-2007 |
| Sport Boys             | Perú | 2008      |
| Cienciano              | Perú | 2009      |
| Sport Boys             | Perú | 2010-2011 |
| Universidad San Pedro  | Perú | 2012      |
| Sport Boys             | Perú | 2013      |
| Alfonso Ugarte         | Perú | 2014      |
| Unión Huaral           | Perú | 2015      |
| Willy Serrato          | Perú | 2016-2017 |
| Alfredo Salinas        | Perú | 2017      |